# Rondibilis laosica
Rondibilis laosica là một loài bọ cánh cứng trong họ Cerambycidae.